# Христофор Събев
Христофор (светско име Христо Петров Събев) е български йеромонах, дисидент и един от първите активисти на СДС. Известен е и с прякора си Фори Светулката.

## Биография
Роден е в гр. Габрово. Завършил е гимназия във Велико Търново.
Учи във Физическия факултет на СУ „Св. Климент Охридски“, специалност „Атомна физика“. е постриган за монах през 1980 година. През 1985 година завършва второ висше образование – Духовната академия в София и работи в различни църкви и манастири във Великотърновската епархия.
Той е основателят на Комитета за защита на религиозните права, свобода на съвестта и духовните ценности, както и на християнския съюз „Спасение“. За разпространение на позиви и нелегални за това време събирания, Христофор Събев е лежал в Софийския и Варненския затвор през 1988 и 1989 година. Организира митинги-бдения, което му носи прякора „Фори светулката“. Той е участник в работата на Кръглата маса, член на Координационния съвет на СДС и депутат от СДС в XXXVI народно събрание.
На 19 май 1992 година по решение на Алтернативен синод е възведен в архимандритско достойнство, а от 26 май 1992 до 1993 година е макариополски епископ.
През 1995 г. емигрира в щата Юта, САЩ, но впоследствие се завръща в България.